# Pfund

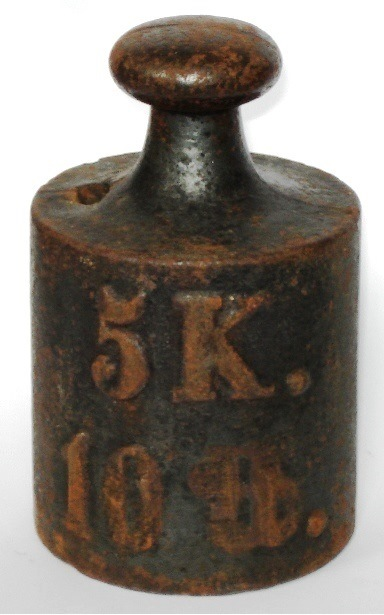
5-Kilogramm-/10-Pfund-Gewicht mit den Angaben „5 K.“ und „10 lb.“: das Pfund mit 500 Gramm

Das Pfund (Abkürzung Pfd., Pf. bzw. lb; mhd. und ahd. pfunt, phunt, entlehnt von lateinisch pondo in libra pondo‚ [römisches] Pfund an Gewicht‘, zu pondus ‚Gewicht‘, ‚Last‘, ‚Masse‘) ist eine alte – nach Zeit und Ort verschieden bestimmte – Einheit der Masse.
Im heutigen Sprachgebrauch ist ein Pfund ein halbes Kilogramm und der hundertste Teil eines Zentners zu 50 kg. Die historischen Maße weichen hiervon ab, ebenso das als „englisches Pfund“ im bestehenden angloamerikanischen Maßsystem gebräuchliche pound zu annähernd 454 Gramm wie auch das Apothekergewicht troy pound zu annähernd 373 Gramm.

## Heutige Masseeinheiten

### Pfundim deutschen Sprachgebrauch

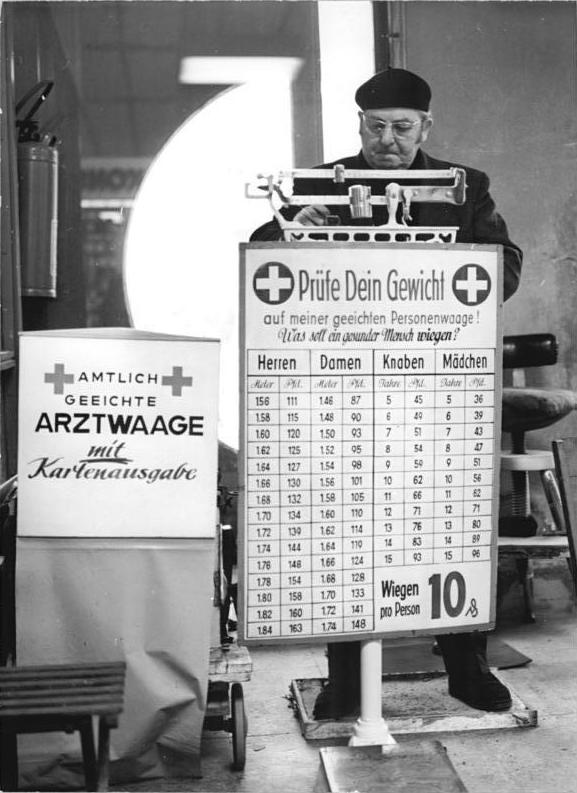
Öffentliche Personenwaage mit Körpergewichstabelle und Pfund-Angaben (Berlin 1971)

In Deutschland versteht man noch heute das Pfund entsprechend der Definition des ehemaligen Zollvereins von 1858 als 500 Gramm. Das Wort Pfund ist in Deutschland, weniger in der Schweiz, mit der Bedeutung als Maßeinheit bei Lebensmitteln wie Brot und Butter noch gebräuchlich, manchmal auch beim Körpergewicht („fünf Pfund zugenommen“). Dieses Pfund ist allerdings weder eine SI-Einheit noch nach dem deutschen „Einheiten- und Zeitgesetz“ im geschäftlichen und amtlichen Verkehr zulässig.
In Österreich ist der Ausdruck Pfund unüblich; gebräuchlich sind die Einheiten Kilogramm und Dekagramm (10 Gramm) – umgangssprachlich Kilo und Deka.

### Angloamerikanischespound
Das englische Pfund mit der Bezeichnung pound ist eine Einheit des angloamerikanischen Maßsystems. Diese Maßeinheit entspricht
- als Handelsgewicht ([short] Avoirdupois Weight): 1 pound = 1 lb. av. = 16 ounces (oz. av.) = 453,592 37 g[3] (exakt, definiert) ≈ 0,454 kg (gerundet)

⇒ 1 Kilogramm ≈ 2,204 622 6 lb. av. (umgerechnet, gerundet)
Davon zu unterscheiden ist das troy pound, eine Maßeinheit für die pharmazeutische Feinabwägung,
- als Fein- und Apothekergewicht (Troy and Apothecaries’ Weight): 1 pound = 1 lb. t. = 1 lb. ap. = 12 ounces (oz. ap.) = 144⁄175 lb. av. ≈ 0,373 kg (gerundet)

⇒ 1 Kilogramm ≈ 2,681 lb. ap. (umgerechnet, gerundet)

Kürzel (hervorgegangen aus „lb“) für das Gewichtsmaß Pfund

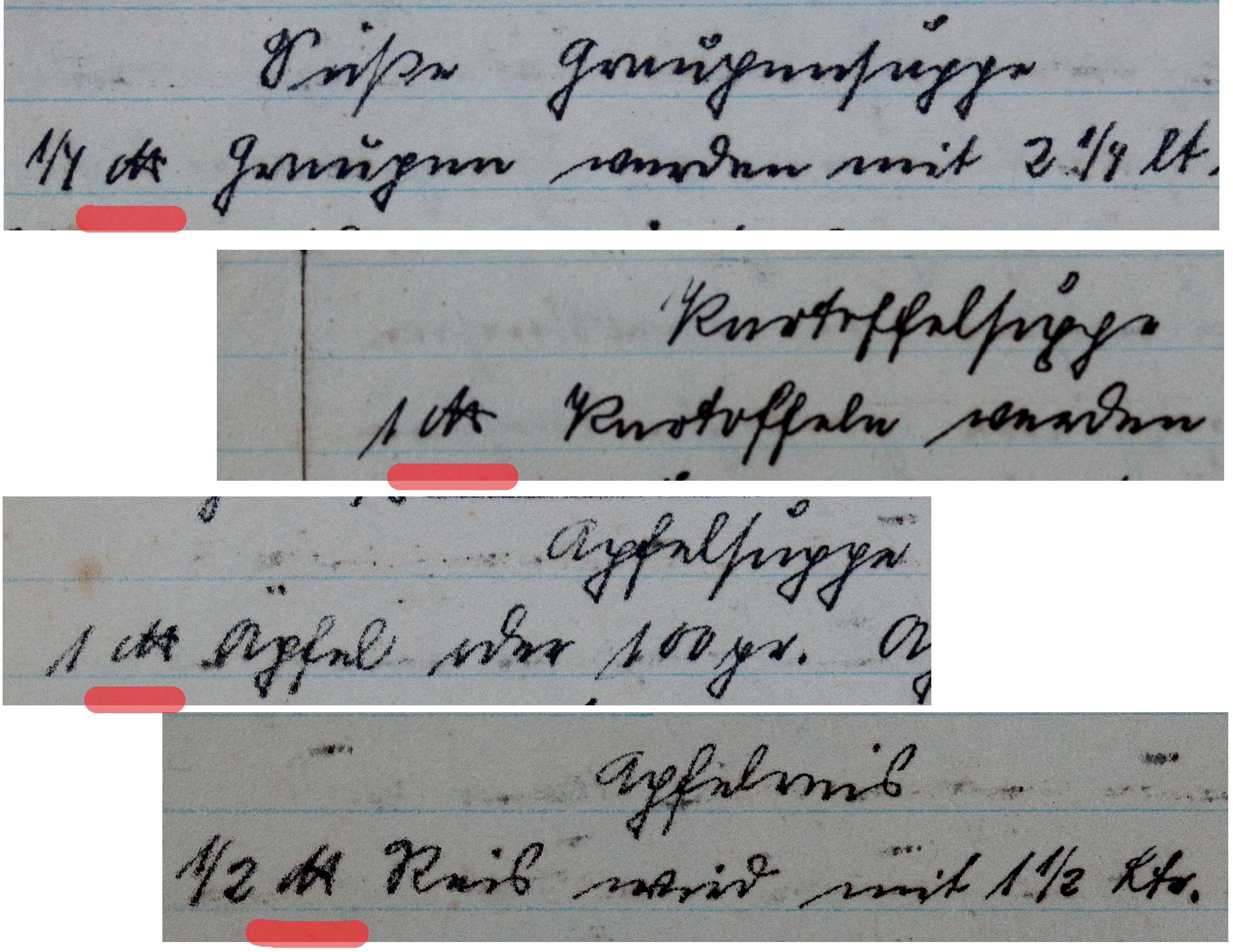
Pfundzeichen um 1900 in einem handschriftlichen Kochbuch:
Süße Graupensuppe
Pfund (rot unterstrichen) Graupen werden mit lt …
Kartoffelsuppe
1 Pfund (rot unterstrichen) Kartoffeln werden …
Apfelsuppe
1 Pfund (rot unterstrichen) Äpfel oder 100 gr. …
Apfelreis
Pfund (rot unterstrichen) Reis wird mit Lrt. …

Die Abkürzung lb (zu lateinisch libra ‚Waage‘, ‚Pfund‘), gleichbedeutend mit lbm oder lbm, erscheint in den Vereinigten Staaten von Amerika häufig in der Pluralform als lbs (1 lb, 2 lbs usw.). Für Rohrleitungen nach US-amerikanischem Standard wird die Druckfestigkeit mit psi oder lbs angegeben, womit lbs per square inch gemeint sind, genauer Pound-force per square inch. Auch der Reifendruck wird so angegeben.

## Historische Masseeinheiten
Das Pfund des karolingischen Reichs geht zurück auf die altrömische libra (worauf auch die Kurzzeichen Lb., lb., lb, ℔. oder ℔ [U+2114] bezogen sind). Das römische Gewichtsmaß libra, gegen das im Gleichgewicht abgewogen wurde, entsprach als as dem Gegengewicht von 12 Unzen (unciae). Es maß mit einer Masse von ungefähr 327 g (in der Literatur werden Werte zwischen 322,6 g und 328,9 g angenommen). Die altrömische mina entsprach dagegen 16 Unzen, war also um ein Drittel schwerer (etwa 436 g). Unter Karl dem Großen wurde die für das Gewicht übliche Maßeinheit neu festgelegt. Das Karlspfund (pondus Caroli) betrug etwa 406,5 Gramm.

### Handelsgewicht
Im Mittelalter und der Frühen Neuzeit war das Pfund als Gewichtsmaß in ganz Europa verbreitet, sein Gewicht wich jedoch oft von Stadt zu Stadt ab. Hatte das Pfund in Nürnberg gut 510 Gramm, so waren es in Würzburg 480 Gramm und in Berlin nur etwa 467 Gramm.
Als „Krämergewicht“ war 1 Pfund = 16 Unzen = 32 Lot = 128 Quentchen = 512 Pfenniggewichte = 1024 Hellergewichte (oder 1 : 16 : 2 : 4 : 4 : 2). Eine Last entsprach 4000 Pfund, ein Centner 112 Pfund.

### Apothekergewicht
Als Apothekergewicht in Medizin und Pharmazie konnte sich das Nürnberger Apotheker-Pfund zu etwa 358 g durchsetzen, in der Unterteilung 1 lb = 12 Unzen = 24 Lot = 96 Drachmen (bzw. Quintlein) = 288 Skrupel = 576 Oboloi = 5760 Gran (oder 1 : 12 : 2 : 4 : 3 : 2 : 10).
In den österreichischen Kronländern galt hierfür das Wiener Medizinal-Pfund zu etwa 420 g, mit der Unterteilung 1 lb = 12 Unzen = 24 Lot = 96 Drachmen (bzw. Quintlein) = 288 Skrupel = 5760 Gran (oder 1 : 12 : 2 : 4 : 3 : 20), wobei ein Gran etwa gleich schwer war wie ein Pfefferkorn, umgerechnet etwa 0,073 Gramm. Ein normales Wiener Handelspfund entsprach etwa 560 Gramm.
Seit etwa der Mitte des 19. Jahrhunderts sind auch in der pharmazeutischen Industrie dezimal-metrische Einheiten üblich (für das britische bzw. amerikanische Apotheker-Pfund troy pound siehe Apothekergewicht).

### Münzgewicht
Als Münzgewicht entsprach ein Pfund früher zwei Mark.

### Zollpfund

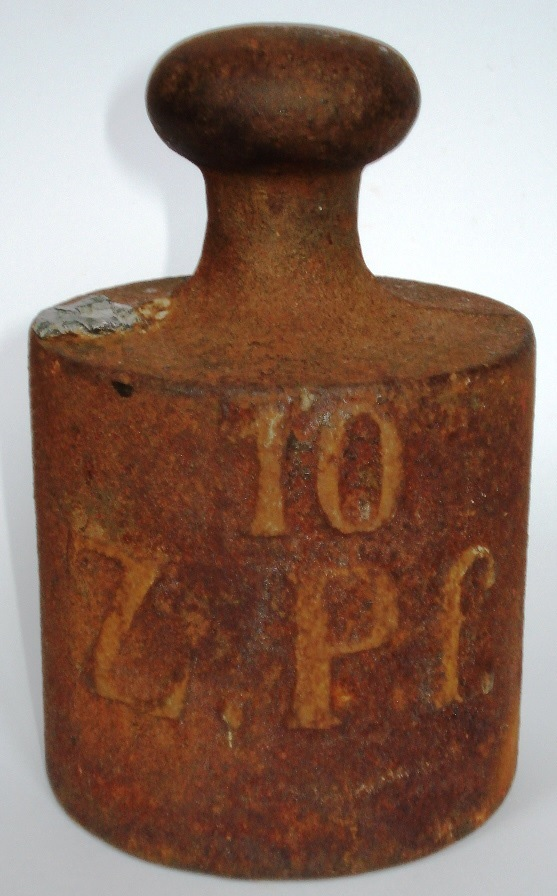
Gewicht zu 10 Zollpfund („10 Z. Pf.“)

1854 legte der Deutsche Zollverein das Pfund (Zollpfund) auf exakt 500 Gramm fest, womit es etwa sieben Prozent schwerer war als die abgelöste Einheit. Diese Definition war schon zuvor in einigen süddeutschen Staaten (vgl. Alte Maße und Gewichte (Baden), Alte Maße und Gewichte (Hessen)) sowie in der Schweiz (vgl. Alte Masse und Gewichte (Schweiz)) gültig und wurde 1858 auch in Nord- und weiten Teilen Mitteldeutschlands als Landesgewicht eingeführt. Der Zentner entsprach in der Folge 50 Kilogramm. In der Folge wurden verbreitet auch die untergeordneten Maßeinheiten neu definiert:
- In Nordost- und verbreitet in Mitteldeutschland (einschließlich Preußens) galt nun 1 Zollpfund = 30 Lot = 300 Quentchen = 3000 Cent = 30.000 Korn.[5]
- In Nordwestdeutschland galt nun 1 Zollpfund = 10 Neulot = 100 Quint = 1000 Halbgramm.[5][6]
- In Teilen Mittel- und Süddeutschlands sowie in Österreich wurde das Pfund hingegen weiterhin in 32 Lot zu 4 Quentchen eingeteilt.[5]

Das heutige umgangssprachliche Pfund geht mit seinen 500 Gramm auf das Zollpfund zurück.

### Ausgewählte historische Pfund-Maße

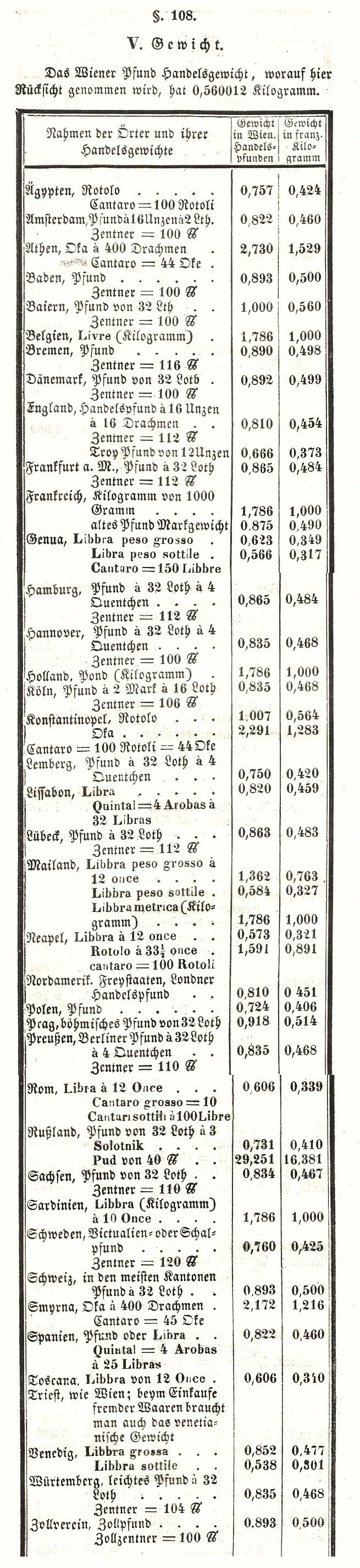
Umrechnungstabelle für Gewichtsmaße aus einem Schulbuch, Wien 1848

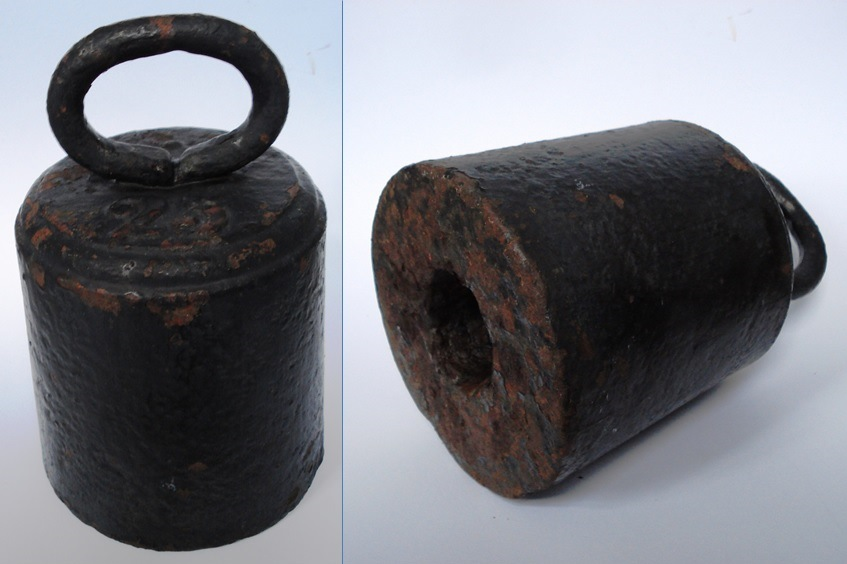
Gewichtsstück zu 25 Pfund (Masse 12,25 kg), das durch Einfüllen von Blei in die Höhlung auf der Unterseite einem (regional) höheren Pfund-Maß angepasst werden konnte.

Bis zur Mitte des 19. Jahrhunderts waren regional unterschiedliche Gewichtsmaße in Gebrauch, die jeweils als „Pfund“ bezeichnet wurden:
| Region                                 | Bezeichnung                    | Masse (g) |
| -------------------------------------- | ------------------------------ | --------- |
| Baden                                  | 1 Pfund (Zollgewicht)          | 0500      |
| Bayern                                 | 1 Pfund                        | 0560      |
| Birkenfeld                             | 1 Handelspfund                 | 0543,43   |
| Birkenfeld                             | 1 Pfund Rostgewicht            | 0487,355  |
| Bremen                                 | 1 Handelspfund                 | 0498,5    |
| Bremen                                 | 1 Krämerpfund                  | 0470,283  |
| Deutschland                            | 1 Trierer Medizinalpfund (alt) | 0356,08   |
| England                                | 1 Pfund (Avoirdupois-Pound)    | 0453,59   |
| England                                | 1 Pfund (Troy-Pound)           | 0373,24   |
| Frankfurt am Main                      | 1 leichtes Pfund               | 0467,711  |
| Frankfurt am Main                      | 1 schweres Pfund               | 0505,128  |
| Frankreich                             | 1 Pfund (Livre „poid de marc“) | 0489,506  |
| Hannover                               | 1 Pfund                        | 0467,711  |
| Hamburg                                | 1 Pfund                        | 0484,609  |
| Dänemark                               | 1 Pfund                        | 0499      |
| Hessen-Darmstadt                       | 1 Pfund (Zollgewicht)          | 0500      |
| Lauenburg                              | 1 Pfund                        | 0486,474  |
| Lippe-Detmold                          | 1 Pfund                        | 0467,41   |
| Lübeck                                 | 1 Pfund lübsch                 | 0484,7    |
| Mecklenburg-Schwerin                   | 1 Handelspfund                 | 0484,708  |
| Nassau                                 | 1 Pfund (Zollgewicht)          | 0500      |
| Niederlande (gemäß Gesetz von 1820–69) | 1 Pond (= 10 Ons)              | 1000      |
| Norwegen                               | 1 Pund                         | 0498,4    |
| Österreich                             | 1 Pfund (Wiener Pfund)         | 0560,012  |
| Polen                                  | 1 Pfund (Funt)                 | 0406      |
| Preußen                                | 1 Pfund (Berliner Pfund)       | 0467,711  |
| Russland                               | 1 Pfund                        | 0410      |
| Sachsen-Altenburg                      | 1 Leipziger Pfund              | 0467,625  |
| Sachsen-Meiningen                      | 1 Pfund                        | 0509,996  |
| Schleswig-Holstein                     | 1 schweres Pfund               | 0486,474  |
| Schwarzburg-Rudolstadt                 | 1 Leipziger Pfund              | 0467,625  |
| Schweden                               | 1 Pfund (Schalpfund)           | 0425      |
| Schweiz (ab 1838)                      | 1 Pfund                        | 0500      |
| Spanien                                | 1 Pfund                        | 0460      |
| Ungarn                                 | 1 Handelspfund (Ofner)         | 0491,5909 |
| Württemberg                            | 1 leichtes Pfund               | 0468      |

## Pfund als Stückmaß
Pfund war auch ein Stückmaß. Es bezeichnete an einigen Orten eine Menge von 8 oder 240.
- in Nürnberg 1 Pfund = 240 Stück
- in Regensburg 1 Pfund Salz = 8 Schilling = 240 Scheiben[11]

Das Stückmaß war in Regensburg gleichzeitig ein Salzmaß.
- Nüsse, Kohlköpfe: 1 Pfund = 4 Schock = 240 Stück[12]

## Pfund als Flächenmaß
Das Pfund als Flächenmaß war in Österreich um Wien verbreitet. Es ist in den Einträgen der Grundbücher nachweisbar.
- 1 Pfund Weingarten = 80 Quadratklafter (Wiener = 3,597 m²) = etwa 287 Quadratmeter
- 10 Pfund = 800 (Wiener) Quadratklafter = 1⁄2 (niederösterreichisches) Joch

## Pfund im übertragenen Sinne
Im übertragenen Sinne bedeutet Pfund die Fähigkeit oder Begabung eines Menschen (in Anspielung auf das biblische Gleichnis von den anvertrauten Talenten (oft mit … Pfunden übersetzt) in Matthäus 25,18). Auch der Ausdruck Talent bezeichnet sowohl eine bestimmte Menge Silber als auch eine Begabung.
Abgeleitet von Pfund war um 1900 das Wort pfundig ein Modeausdruck der Jugendsprache. In einigen Teilen Bayerns hat sich der Ausdruck im Sinne von „toll, großartig“ erhalten. Überregional hat sich im deutschen Sprachgebrauch bis heute auch der Ausdruck „Pfundskerl“ (ein anständiger, liebenswerter, lieber, tüchtiger Mensch) gehalten. In der Sprache der US-amerikanischen Amischen ist der „Pfunder“ eine Führungskraft und wird im Englischen öfter mit founder (Gründer) verwechselt. Der Bedeutungshintergrund des Wortes ist jedoch auch hier der biblische Gebrauch von Talent.